# Ian Laperrière
Ian Laperrière (Montréal, 19 gennaio 1974) è un ex hockeista su ghiaccio canadese naturalizzato statunitense.

## Biografia
Nel corso della sua carriera ha giocato con Drummondville Voltigeurs (1990-1994), St. Louis Blues (1993/94, 1994/95, 1995/96), Peoria Rivermen (1993-1995), Worcester IceCats (1995/96), New York Rangers (1995/96), Los Angeles Kings (1995-2004), Colorado Avalanche (2005-2009) e Philadelphia Flyers (2009/10).
Ha vinto il Bill Masterton Memorial Trophy nel 2011.
Appare nei film Maurice Richard e Questi sono i 40.
Nel 2011 ha acquisito la cittadinanza statunitense.